# Masia Marcet (Terrassa)
La Masia Marcet, o Can Marcet, és un mas del municipi de Terrassa (Vallès Occidental), al barri de Can Boada del Pi, protegit com a bé cultural d'interès local.

## L'edifici
Es tracta d'un edifici aïllat, construït al costat mateix del mas de Can Boada del Pi. És de planta quadrada i consta de planta baixa i pis, amb coberta a dos vessants que resta amagada per una cornisa amb acabada amb cantells arrodonits i una discreta ornamentació que la ressegueix. La façana principal, simètrica, amb una era de batre de lloses al davant, presenta un porxo d'accés suportat amb columnes de fosa i que forma una terrassa al pis. L'obra és de maó i està estucada, amb una ornamentació limitada a les llindes de les obertures. El llenguatge emprat a la masia és noucentista i d'inspiració barroca.

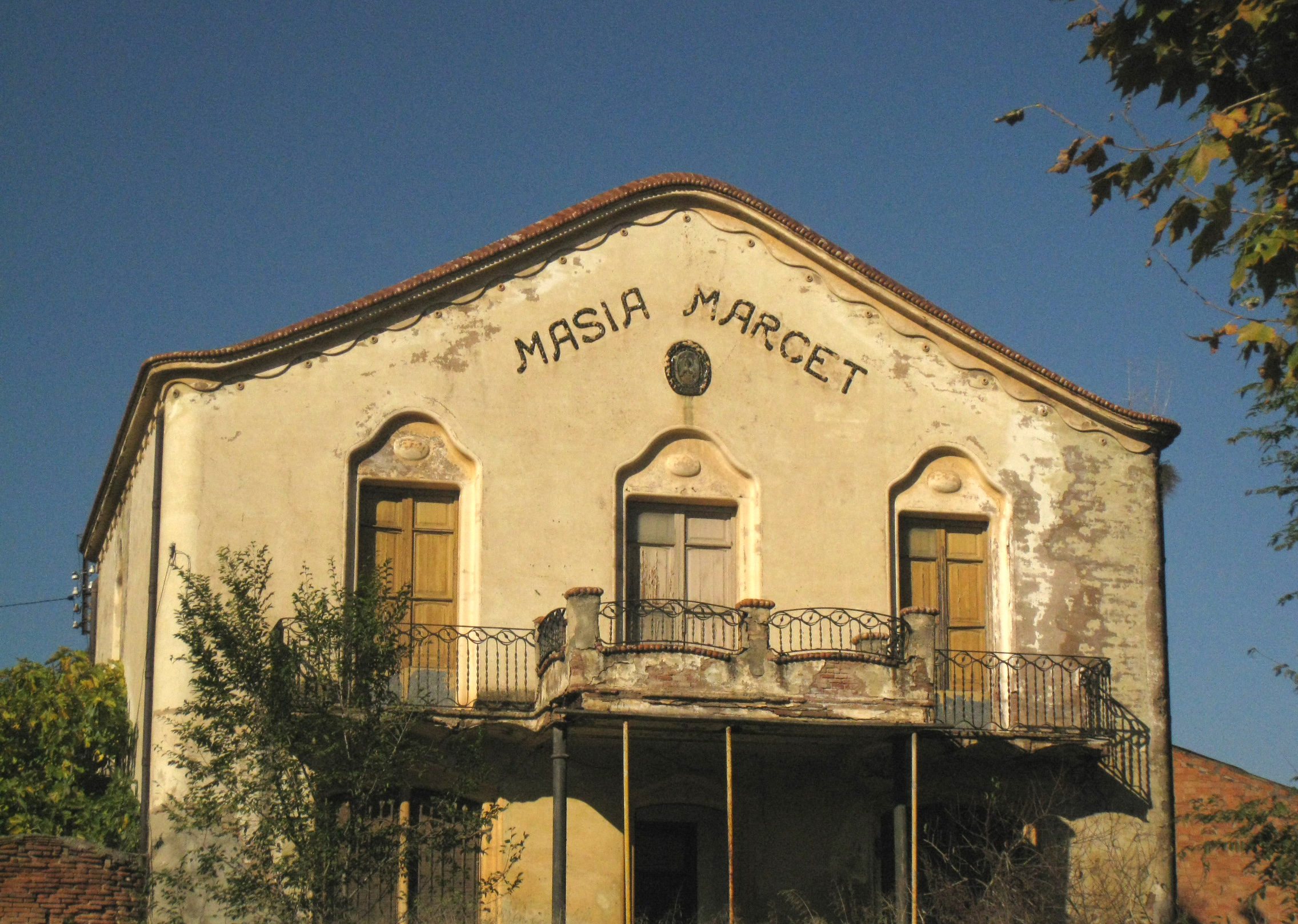
Detall de la façana

## Història
És una construcció de Lluís Muncunill de 1904 feta edificar per l'industrial tèxtil Miquel Marcet i Poal, propietari del mas veí de Can Boada del Pi. Actualment es troba en un estat de degradació important.